# 북아프리카고슴도치
북아프리카고슴도치 또는 알제리고슴도치(Atelerix algirus)는 고슴도치과에 속하는 포유류의 일종이다. 알제리와 프랑스, 리비아, 몰타, 모로코, 스페인 그리고 튀니지에서 발견된다.